# Gino Pallotta
Gino Pallotta (Roma, 5 settembre 1923 – Roma, 19 settembre 1991) è stato un giornalista e saggista italiano.

## Biografia
Entrò ventiduenne nel 1945 all'Ora, quotidiano palermitano della cui redazione romana divenne caporedattore.
Dopo la laurea in economia e commercio fu tra i fondatori del quotidiano capitolino Paese Sera in cui svolse funzioni principalmente di cronista politico.
Fu per oltre vent'anni giornalista in Rai come notista politico: fu lui a tenere a battesimo Marco Pannella nella prima apparizione televisiva dell'esponente radicale nel 1974, in un'intervista in seconda serata nel corso dell'allora telegiornale del secondo programma.
Fu anche direttore della scuola di giornalismo e tecniche audiovisive di Camerino e, nel 1979, fu il fondatore a Roma del premio letterario Fregene che, nella prima edizione tenutasi a settembre di quell'anno, premiò importanti firme del giornalismo come Mario Melloni (noto come Fortebraccio), Paolo Volponi e Alberto Ronchey.
Scrisse anche diversi saggi su giornalismo, storia e politica, tra cui un noto Dizionario della politica italiana, una sorta di testo interpretativo del gergo e del linguaggio politico a uso del cittadino comune.
Sposato con Rossana Montesperelli, sorella di Rolando, giornalista di Repubblica, continuò a dirigere il premio Fregene fino alla morte sopraggiunta nel 1991 a 68 anni.

## Scritti
- 1953: Parlamento e popolo in Italia: dal Risorgimento all'imperialismo, Macchia
- 1970: Le parole del potere: psicologia del linguaggio politico, Tindalo.
- 1972: Il qualunquismo e l'avventura di Guglielmo Giannini, Bompiani.
- 1976: Dizionario politico e parlamentare italiano, Newton Compton.
- 1977: La Costituente repubblicana 1946-1947: l'età verde della democrazia, Società editrice internazionale.
- 1977: Dizionario storico della mafia, Newton Compton.
- 1978: Obiettivo Moro: un attacco al cuore dello Stato, Newton Compton.
- 1978: Aldo Moro: l'uomo, la vita, le idee, Massimo.
- 1985: Dizionario della politica italiana, Newton Compton (1ª ed. Pisani, 1964).
- 1985: AA.VV., a cura di Gino Pallotta, Metodologie dell'informazione, Camerino, Istituto superiore di giornalismo e tecniche audiovisive.
- 1987: Storia dell'Italia repubblicana, Lucarini.
- 1987: Gli Agnelli: una dinastia italiana: la storia di una delle famiglie più ricche e potenti del mondo ..., Newton Compton.
- 1987: Cronache dell'Italia repubblicana, Lucarini.
- 1988: Giulio Andreotti: il Richelieu della politica italiana: un protagonista intramontabile della recente storia italiana ..., Newton Compton.
- 1988: Scanderbeg: eroe della indipendenza albanese, Grisolia.
- 1989: Craxi: il leader della grande sfida, Newton Compton.